# Jefferson Abdallah Pene Mbaka
 (mai 2019).
Jefferson Abdallah Pene Mbaka ou Penembaka, né le 19 décembre 1971 à Mambasa, est un homme politique de la république démocratique du Congo. Il est gouverneur de la province de l'Ituri de 2016 à 2018.

## Biographie
Membre du Mouvement de libération du Congo (MLC), il échoue à se faire élire député lors des élections législatives de 2006. Il est finalement élu lors des élections législatives de 2011.
Il est élu gouverneur de la province de l'Ituri par les députés de la province en mars 2016, devant Jean Bamanisa Saïdi,. Visé par une motion de défiance, il est destitué le 28 décembre 2018.